# تری‌پارزی
تری‌پارزی (انگلیسی: Triparesis) یک وضعیت پزشکی است، شبیه به تری‌پلژی، اما تفاوت عمده میان این دو در درجه اول این است که تری‌پلژی از دست دادن کامل عملکرد در سه اندام است، و تری‌پارزی به معنای ضعیف شدن سه اندام است.